# Antimachos (Lapithe)

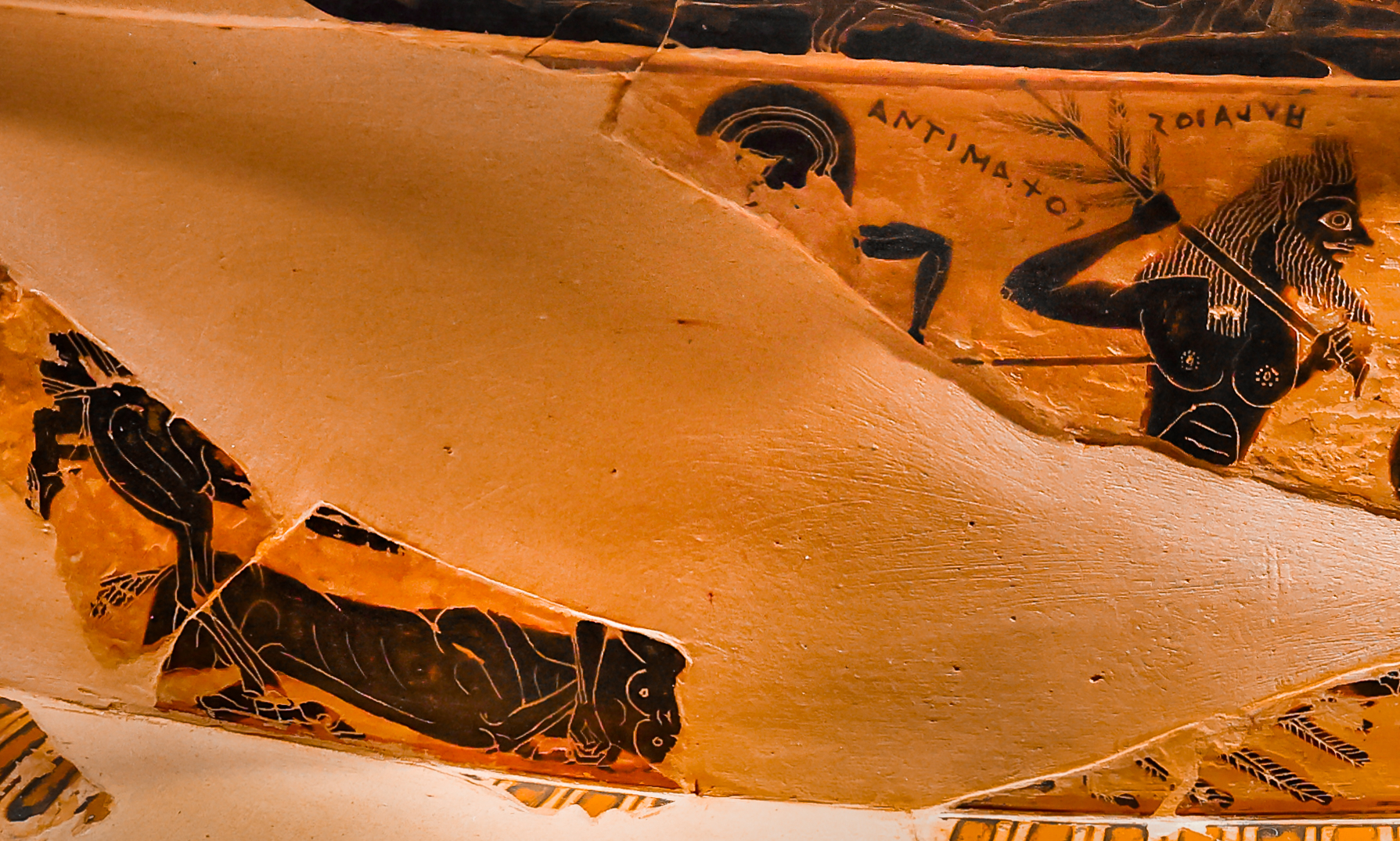
Antimachos kämpft gegen einen Kentauren.

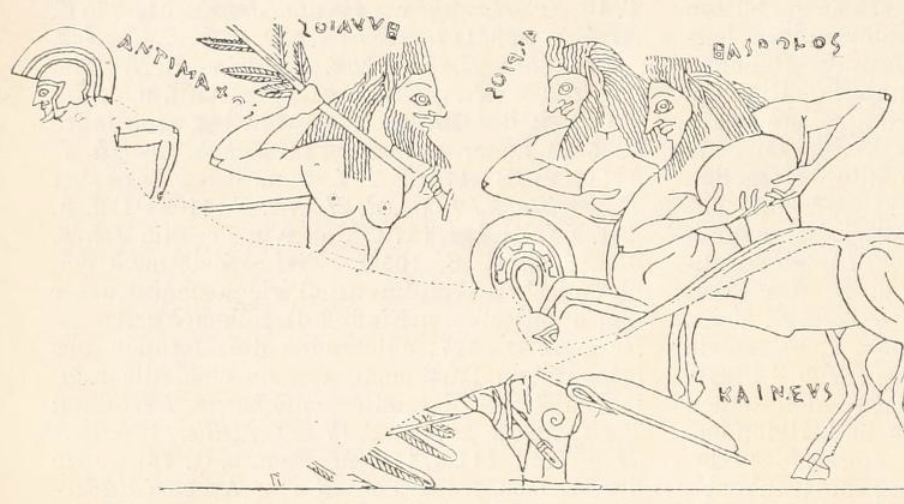
Wiener Vorlagenblatt: Antimachos oben links.

Antimachos ist in der griechischen Mythologie ein Lapithe, der in der Kentauromachie auf der Hochzeit des Peirithoos gegen die Kentauren kämpft. Einzige Quelle ist eine namentlich gekennzeichnete Darstellung auf der Françoisvase aus dem 6. Jh. v. Chr.

## Name
Antimachos, lateinisch und deutsch auch Antimachus, kommt vom griechischen Adjektiv ἀντίμαχος, αntímachos, „widerstreitend“, einer Juxtaposition aus ἀντί, antí, gegen und μάχη, máchē, Kampf. Substantiviert mit der männlichen Endung -ος/-os wird daraus einer, der „im Kampfe hart oder tüchtig“ ist.

## Mythos
Auf der Françoisvase wird er bild- und namentlich als Teilnehmer der Kentauromachie dargestellt, siehe Bild, oben in der Mitte der Antimachos mit Helm und Helmbügel, unten links das Hinterteil des von ihm attackierten Kentauren. Das Bild zeigt also unten links einen „nach rechts sprengenden Kentauren im Kampf mit dem Antimachos ΑΝΤΙΜΑΧΟΣ, der eben im Begriff ist, seinem Gegner die Lanze in den Leib zu stoßen. Sein rechter Arm und das Ende des Lanzenschaftes, die außer seinem Kopfe und dem Hintertheil des Kentauren von dieser Gruppe allein erhalten sind, weisen uns auf diese Bewegung hin. Unter dem Kentauren liegt in höchst verdrehter Stellung der Leichnam eines gefallenen Kentauren.“ Der rechts am Boden liegende Ast ist dem getöteten Gegner des Antimachos entfallen.
Auf dem Vorlagenblatt ist Antimachos’ Kopf oben links besser zu erkennen. In der erhöhten Position ist er dem Kentauren überlegen und hat ihn vielleicht schon tödlich getroffen. Dies im Unterschied zur Kaineus-Gruppe, in der die Kentauren von oben herab den Lapithen Kaineus attackieren, was dieser nicht überleben wird.